# Thesium sertulariastrum
Thesium sertulariastrum är en sandelträdsväxtart som beskrevs av Arthur William Hill. Thesium sertulariastrum ingår i släktet spindelörter, och familjen sandelträdsväxter. Inga underarter finns listade i Catalogue of Life.